# 모리카와 유키
모리카와 유키(일본어: 森川 裕基, 1993년 1월 7일 ~ )는 일본의 축구 선수이다.

## 구단 경력
그는 2015년부터 J리그의 카마타마레 사누키, AC 나가노 파르세이루에서 뛰었다.